# Doliopygus bohemani
Doliopygus bohemani is een keversoort uit de familie snuitkevers (Curculionidae). De wetenschappelijke naam van de soort werd in 1865 gepubliceerd door Chapuis.